# Gustav Goßler
Gustav-Ludwig Goßler (Hamburg, 4 d'abril de 1879 – 4 d'abril de 1940) va ser un remer alemany que va competir cavall del segle xix i el segle xx. El 1900 va prendre part en els Jocs Olímpics de París, on guanyà una medalla d'or en la prova de quatre amb timoner com a membre de l'equip Germania Ruder Club, Hamburg. En la prova del vuit amb timoner acabà en la quarta posició final.
Era germà dels també ramers olímpics Carl Goßler i Oskar Goßler.